# Daren Liew
Daren Liew (* 6. August 1987 in Kuala Lumpur) ist ein malaysischer Badmintonspieler.

## Karriere
Daren Liew stand 2008 im Halbfinale beim Smiling Fish und im Viertelfinale der Vietnam International. 2009 konnte er ins Viertelfinale der Malaysia International und der Malaysia Open vordringen. Beim Indonesia Open Grand Prix Gold 2010 schaffte er es bis ins Halbfinale, bei den Vietnam Open 2011 bis ins Viertelfinale. 2009 nahm er an den Südostasienspielen teil.

## Erfolge
| Datum | Veranstaltung             | Disziplin    | Platzierung     |
| ----- | ------------------------- | ------------ | --------------- |
| 2012  | Denmark Super Series 2012 | Herreneinzel | Viertelfinalist |
| 2012  | French Super Series 2012  | Herreneinzel | Sieger          |